# Csermely (település)
Csermely (1899-ig Omasztina, szlovákul Omastiná) község Szlovákiában, a Trencséni kerületben, a Báni járásban.

## Fekvése
Bántól 13 km-re északkeletre fekszik.

## Története
A község területén már az újkőkorszakban éltek emberek. A Vlč-barlangban a vonaldíszes kerámiák népének maradványait tárták fel. A bronzkorban a lausitzi kultúra népe lakott ezen a vidéken.
A mai települést 1389-ben „Lehota” néven említik először. 1481-ben „Lyhotka”, 1483-ban „Mazna Lehota”, 1485-ben „Omazchyna Lhota” néven szerepel az írott forrásokban. A zayugróci váruradalom része volt. 1598-ban 11 háza állt. 1720-ban uradalmi major volt a településen. 1784-ben 35 házában 50 családban 287 lakos élt, akik főként mezőgazdasággal foglalkoztak.
A 18. század végén Vályi András így ír róla: „OMASZTINA. Tót falu Trentsén Várm. földes Ura G. Kollonics Uraság, lakosai katolikusok, fekszik Zay Ugrócznak szomszédságában, mellynek filiája, földgye soványas.”
A 19. században 3 mészégető működött a területén.
Fényes Elek 1851-ben kiadott geográfiai szótárában így ír a faluról: „Omasztina, tót falu, Trencsén, most A.-Nyitra vmegyében: 52 kath., 231 evang., 12 zsidó lak. F. u. az ugróczi uradalom, s az oda való plebanus. Ut. p. Nyitra-Zsámbokrét.”
A trianoni diktátumig Trencsén vármegye Báni járásához tartozott.
A falu támogatta a környékbeli partizáncsoportokat, ezért 1944. november 25-én megszállták a németek, 9 házat felégettek, 14 lakost kivégeztek, további 42 lakost pedig elhurcoltak.

## Népessége
| Év:            | 1994. | 2004.    | 2014.   | 2024.   |
| -------------- | ----- | -------- | ------- | ------- |
| Emberek száma: | 80    | 43       | 39      | 42      |
| Eltérés:       |       | -46,25 % | -9,30 % | +7,69 % |

| Év:            | 2023. | 2024.   |
| -------------- | ----- | ------- |
| Emberek száma: | 41    | 42      |
| Eltérés:       |       | +2,43 % |

1880-ban 261 lakosából 256 szlovák anyanyelvű volt.
1910-ben 337-en lakták, ebből 329 szlovák és 6 magyar anyanyelvű volt.
1921-ben 380 lakosából 378 csehszlovák és 2 zsidó volt.
1930-ban 389 lakosa mind csehszlovák volt.
1991-ben 98 lakosából 97 szlovák és 1 cseh volt.
2001-ben 50 lakosából 48 szlovák, 1 cseh és 1 ismeretlen nemzetiségű volt.
2011-ben 41 lakosa volt, mindegyikük szlovák.
2021-ben 40 lakosa mind szlovák volt.